# Coupe du Brésil de football 2024
Navigation
Édition précédente Édition suivante
La Coupe du Brésil de football 2024 est la 36e édition de la Coupe du Brésil de football.
La compétition a débuté le 20 février 2024 et s'est terminée le 10 novembre 2024.

## Format
En cas d'égalité, une séance de tirs au but est organisé.
Le premier tour est composé de 80 participants, les 40 vainqueurs participent au deuxième tour, les 20 vainqueurs sont rejoints par 12 équipes de première division pour le troisième tour qui se dispute en match aller et retour. Les vainqueurs du troisième tour participent aux huitièmes de finale, jusqu'à la finale les matchs se déroulent en aller et retour.
Le vainqueur se qualifie pour la Copa Libertadores 2025 et la Supercoupe 2025. 

## Demi-finales
| Club             | Aller | Score | Retour | Club          |
| ---------------- | ----- | ----- | ------ | ------------- |
| Atlético Mineiro | 2 - 1 | 3 - 2 | 1 - 1  | Vasco da Gama |
| Flamengo         | 1 - 0 | 1 - 0 | 0 - 0  | Corinthians   |

## Finales
| 3 novembre 2024 | Flamengo | 3 – 1 | Atlético Mineiro | Stade Maracanã, Rio de Janeiro |
|                 |          |       |                  | Spectateurs : 61 305           |

| 10 novembre 2024 | Atlético Mineiro | 0 – 1 | Flamengo | Arena MRV, Belo Horizonte |
|                  |                  |       |          | Spectateurs : 40 333      |

Le Flamengo remporte sa cinquième Coupe du Brésil.